# Episernus
Episernus is een geslacht van kevers uit de familie van de klopkevers (Anobiidae).

## Soorten
- Episernus angulicollis Thomson, 1863
- Episernus champlaini (Fisher, 1919)
- Episernus ganglbaueri Schilsky, 1898
- Episernus gentilis Rosenhauer, 1847
- Episernus granulatus Weise, 1887
- Episernus henschi Reitter, 1901
- Episernus hispanus Kiesenwetter, 1877
- Episernus pyrenaeus Maran, 1941
- Episernus striatellus Brisout de Barneville in Grenier, 1863
- Episernus sulcicollis Schilsky, 1898
- Episernus taygetanus Maran, 1941
- Episernus trapezoideus (Fall, 1905)